# Tren d'engranatges
Un tren d'engranatges és una associació de diverses transmissions per engranatge. L'objectiu és augmentar o disminuir la relació de transmissió fins a valors que amb només dos engranatges no seria possible, ja que la diferència de diàmetres entre l'un i l'altre seria exagerada.